# گولدن اتریش-مجارستان
گولدن یا فورینت یکای پول دودمان هابسبورگ از سال ۱۷۵۴ تا ۱۸۹۲ بود. این واحد پولی از سال ۱۸۰۴ تا ۱۸۶۷ در امپراتوری اتریش و از سال ۱۸۶۷ تا ۱۸۹۲ در پادشاهی اتریش-مجارستان به عنوان پول رایج استفاده میشد. در سال ۱۸۹۲ گولدن جای خود را به کرون اتریش-مجارستان داد.